# Чемальское сельское поселение
Чемальское сельское поселение — муниципальное образование в Чемальском муниципальном районе Республики Алтай Российской Федерации. Административный центр — село Чемал.

## История
Чемальское сельское поселение на территории Чемальского муниципального района было образовано в результате муниципальной реформы в 2006 году.

## Население
| 2010  | 2011  | 2012  | 2013  | 2014  | 2015  | 2016  |
| ----- | ----- | ----- | ----- | ----- | ----- | ----- |
| 3973  | ↗3980 | ↗4033 | ↗4152 | ↗4222 | ↗4306 | ↗4395 |
| 2017  | 2018  | 2019  | 2020  | 2021  |       |       |
| ↗4567 | ↗4670 | ↗4771 | ↗4910 | ↘4560 |       |       |

## Состав сельского поселения
| № | Населённый пункт | Тип населённого пункта       | Население |
| - | ---------------- | ---------------------------- | --------- |
| 1 | Чемал            | село, административный центр | ↗4011     |
| 2 | Еланда           | село                         | ↗154      |
| 3 | Толгоек          | село                         | ↘153      |
| 4 | Уожан            | село                         | ↘77       |